# Atherix pusilla
Atherix pusilla är en tvåvingeart som beskrevs av Macquart 1855. Atherix pusilla ingår i släktet Atherix och familjen bäckflugor. Inga underarter finns listade i Catalogue of Life.